# Joueur de la LNH avec 500 buts

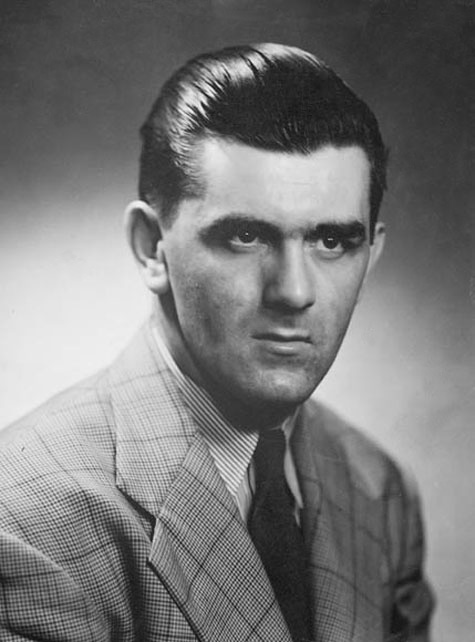
Maurice Richard, 1er joueur à marquer 500 buts en LNH.

Dans la Ligue nationale de hockey, marquer 500 buts en saison régulière est considéré comme un exploit significatif. À la fin de la saison 2024-2025, ils étaient 48 joueurs à l'avoir réussi.

## Joueurs ayant marqué 500 buts
Le nombre de buts et de parties jouées inscrits ci-dessous sont ceux à la fin de la carrière ou à la fin de la dernière saison pour les joueurs en activité.
| Rang | Nationalité             | Nom                  | Équipe                    | NM    | Date             | Gardien              | PJ    | B   |
| ---- | ----------------------- | -------------------- | ------------------------- | ----- | ---------------- | -------------------- | ----- | --- |
| 1    | Drapeau du Canada       | Maurice Richard      | Canadiens de Montréal     | 863   | 19 octobre 1957  | Glenn Hall           | 978   | 544 |
| 2    | Drapeau du Canada       | Gordon Howe          | Red Wings de Détroit      | 1045  | 14 mars 1962     | Lorne Worsley        | 1 767 | 801 |
| 3    | Drapeau du Canada       | Robert Hull          | Black Hawks de Chicago    | 861   | 21 février 1970  | Edward Giacomin      | 1 063 | 610 |
| 4    | Drapeau du Canada       | Jean Béliveau        | Canadiens de Montréal     | 1101  | 11 février 1971  | Gilles Gilbert       | 1 125 | 507 |
| 5    | Drapeau du Canada       | Francis Mahovlich    | Canadiens de Montréal     | 1105  | 21 mars 1973     | Duncan Wilson        | 1 181 | 533 |
| 6    | Drapeau du Canada       | Philip Esposito      | Bruins de Boston          | 803   | 22 décembre 1974 | James Rutherford     | 1 282 | 717 |
| 7    | Drapeau du Canada       | John Bucyk           | Bruins de Boston          | 1370  | 30 octobre 1975  | Yves Bélanger        | 1 540 | 556 |
| 8    | Drapeau du Canada       | Stanley Mikita       | Black Hawks de Chicago    | 1221  | 27 février 1977  | Cesare Maniago       | 1 394 | 541 |
| 9    | Drapeau du Canada       | Marcel Dionne        | Kings de Los Angeles      | 887   | 14 décembre 1982 | Allan Jensen (en)    | 1 348 | 731 |
| 10   | Drapeau du Canada       | Guy Lafleur          | Canadiens de Montréal     | 918   | 20 décembre 1983 | Glenn Resch          | 1 126 | 560 |
| 11   | Drapeau du Canada       | Michael Bossy        | Islanders de New York     | 647   | 2 janvier 1986   | filet désert         | 752   | 573 |
| 12   | Drapeau du Canada       | Gilbert Perreault    | Sabres de Buffalo         | 1159  | 9 mars 1986      | Alain Chevrier       | 1 191 | 512 |
| 13   | Drapeau du Canada       | Wayne Gretzky        | Oilers d'Edmonton         | 575   | 22 novembre 1986 | filet désert         | 1 487 | 894 |
| 14   | Drapeau du Canada       | Lanny McDonald       | Flames de Calgary         | 1107  | 21 mars 1989     | Mark Fitzpatrick     | 1 111 | 500 |
| 15   | Drapeau du Canada       | Bryan Trottier       | Islanders de New York     | 1104  | 13 février 1990  | Richard Wamsley      | 1 279 | 524 |
| 16   | Drapeau du Canada       | Michael Gartner      | Rangers de New York       | 936   | 14 octobre 1991  | Michael Liut         | 1 432 | 708 |
| 17   | Drapeau du Canada       | Michel Goulet        | Black Hawks de Chicago    | 951   | 16 février 1992  | Jeffrey Reese (en)   | 1 089 | 548 |
| 18   | Drapeau de la Finlande  | Jari Kurri           | Kings de Los Angeles      | 833   | 17 octobre 1992  | filet désert         | 1 251 | 601 |
| 19   | Drapeau du Canada       | Dino Ciccarelli      | Red Wings de Détroit      | 946   | 8 janvier 1994   | Kelly Hrudey         | 1 232 | 608 |
| 20   | Drapeau du Canada       | Mario Lemieux        | Penguins de Pittsburgh    | 605   | 26 octobre 1995  | Tommy Söderström     | 915   | 690 |
| 21   | Drapeau du Canada       | Mark Messier         | Rangers de New York       | 1141  | 6 novembre 1995  | Richard Tabaracci    | 1 756 | 694 |
| 22   | Drapeau du Canada       | Stephen Yzerman      | Red Wings de Détroit      | 906   | 17 janvier 1996  | Patrick Roy          | 1 514 | 692 |
| 23   | Drapeau du Canada       | Dale Hawerchuk       | Blues de Saint-Louis      | 1103  | 31 janvier 1996  | Félix Potvin         | 1 188 | 518 |
| 24   | Drapeau des États-Unis  | Brett Hull           | Blues de Saint-Louis      | 693   | 22 décembre 1996 | Stéphane Fiset       | 1 269 | 741 |
| 25   | Drapeau des États-Unis  | Joseph Mullen        | Penguins de Pittsburgh    | 1052  | 14 mars 1997     | Patrick Roy          | 1 062 | 502 |
| 26   | Drapeau du Canada       | David Andreychuk     | Devils du New Jersey      | 1070  | 15 mars 1997     | William Ranford      | 1 639 | 640 |
| 27   | Drapeau du Canada       | Luc Robitaille       | Kings de Los Angeles      | 928   | 7 janvier 1999   | Dwayne Roloson       | 1 431 | 668 |
| 28   | Drapeau du Canada       | Patrick Verbeek      | Red Wings de Détroit      | 1285  | 22 mars 2000     | Fredrick Brathwaite  | 1 424 | 522 |
| 29   | Drapeau du Canada       | Ronald Francis       | Hurricanes de la Caroline | 1533  | 2 janvier 2002   | Byron Dafoe          | 1 731 | 549 |
| 30   | Drapeau du Canada       | Brendan Shanahan     | Red Wings de Détroit      | 1100  | 23 mars 2002     | Patrick Roy          | 1 524 | 656 |
| 31   | Drapeau du Canada       | Joseph Sakic         | Avalanche du Colorado     | 1044  | 11 décembre 2002 | Daniel Cloutier      | 1 378 | 625 |
| 32   | Drapeau du Canada       | Joseph Nieuwendyk    | Devils du New Jersey      | 1094  | 17 janvier 2003  | Kevin Weekes         | 1 257 | 564 |
| 33   | Drapeau de la Tchéquie  | Jaromír Jágr         | Capitals de Washington    | 928   | 4 février 2003   | John Grahame         | 1 733 | 766 |
| 34   | Drapeau du Canada       | Pierre Turgeon       | Avalanche du Colorado     | 1229  | 8 novembre 2005  | Vesa Toskala         | 1 294 | 515 |
| 35   | Drapeau de la Suède     | Mats Sundin          | Maple Leafs de Toronto    | 1162  | 14 octobre 2006  | Miikka Kiprusoff     | 1 346 | 564 |
| 36   | Drapeau de la Finlande  | Teemu Selänne        | Ducks d'Anaheim           | 982   | 22 novembre 2006 | José Théodore        | 1 451 | 684 |
| 37   | Drapeau de la Slovaquie | Peter Bondra         | Blackhawks de Chicago     | 1050  | 22 décembre 2006 | Jean-Sébastien Aubin | 1 081 | 503 |
| 38   | Drapeau du Canada       | Mark Recchi          | Penguins de Pittsburgh    | 1303  | 26 janvier 2007  | Marty Turco          | 1 652 | 577 |
| 39   | Drapeau des États-Unis  | Michael Modano       | Stars de Dallas           | 1225  | 13 mars 2007     | Antero Niittymäki    | 1 499 | 561 |
| 40   | Drapeau des États-Unis  | Jeremy Roenick       | Sharks de San José        | 1267  | 10 novembre 2007 | Alexander Auld       | 1 363 | 513 |
| 41   | Drapeau des États-Unis  | Keith Tkachuk        | Blues de Saint-Louis      | 1055  | 6 avril 2008     | filet désert         | 1 201 | 538 |
| 42   | Drapeau du Canada       | Jarome Iginla        | Flames de Calgary         | 1149  | 7 janvier 2012   | Niklas Bäckström     | 1 554 | 625 |
| 43   | Drapeau de la Russie    | Aleksandr Ovetchkine | Capitals de Washington    |       | 10 janvier 2016  | Andrew Hammond       | 1 491 | 897 |
| 44   | Drapeau de la Slovaquie | Marián Hossa         | Blackhawks de Chicago     | 1 240 | 18 octobre 2016  | Michal Neuvirth      | 1 309 | 525 |
| 45   | Drapeau du Canada       | Patrick Marleau      | Sharks de San José        | 1 463 | 2 février 2017   | Ryan Miller          | 1 779 | 566 |
| 46   | Drapeau du Canada       | Sidney Crosby        | Penguins de Pittsburgh    | 1 077 | 15 février 2022  | Carter Hart          | 1 352 | 625 |
| 47   | Drapeau du Canada       | Steven Stamkos       | Lightning de Tampa Bay    | 964   | 18 janvier 2023  | Spencer Martin (en)  | 1 164 | 582 |
| 48   | Drapeau de la Russie    | Ievgueni Malkine     | Penguins de Pittsburgh    | 1 150 | 16 octobre 2024  | Ukko-Pekka Luukkonen | 1 213 | 514 |

- En gras : joueur encore en activité dans la LNH